# ایسامو ماتسورا
ایسامو ماتسورا (انگلیسی: Isamu Matsuura؛ زادهٔ ۱۲ اوت ۱۹۹۱) بازیکن فوتبال اهل ژاپن است.